# Coxilha (relevo)

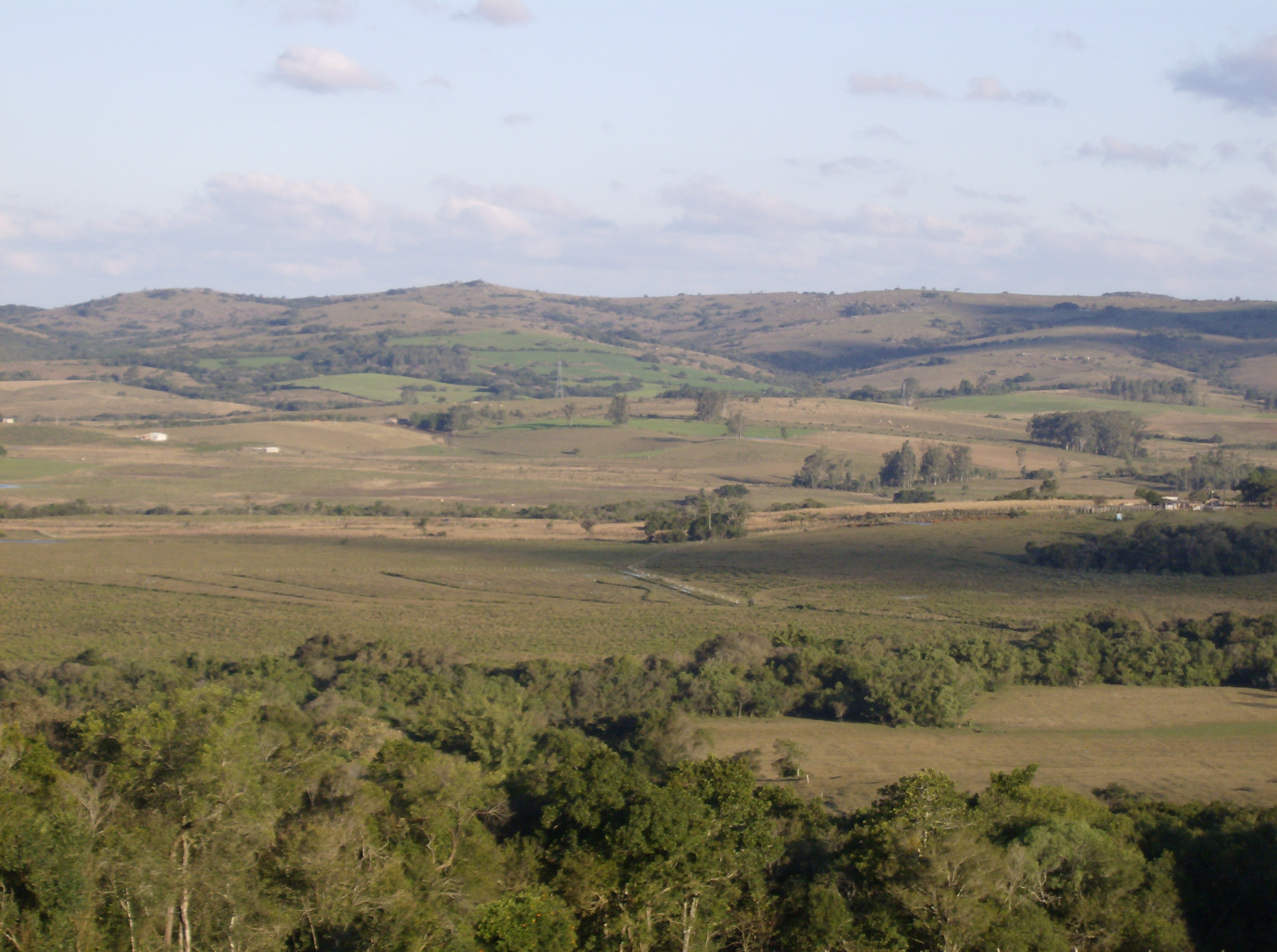
Coxilhas das Serras de Sudeste, no município de Morro Redondo, Rio Grande do Sul, Brasil.

Coxilha é uma colina localizada em regiões de campos, podendo ter pequena ou grande elevação, em geral coberta de pastagem.
Este tipo de relevo é encontrado principalmente no estado brasileiro do Rio Grande do Sul, na região dos Pampas, também denominada Campanha Gaúcha, e no Uruguai, onde estas colinas recebem o nome de cuchillas.